# 釈経論部 (大正蔵)
釈経論部（しゃっきょうろんぶ）とは、大正新脩大蔵経において、経典に対する注釈書、特に中観派の龍樹、唯識派の無著・世親（天親）といった著名論師による、初期大乗仏教経典（例えば『二万五千頌般若経』『金剛般若経』『法華経』『十地経』『無量寿経』など）や『涅槃経』に対する注釈書をまとめた領域のこと。
『大智度論』『十住毘婆沙論』『十地経論』『無量寿経優婆提舎願生偈』などが含まれる。
第12番目の部であり、収録されている経典ナンバーは1505から1535まで。巻数では25巻から26巻（前半）に相当する。

## 構成

### 巻別
- 釈経論部 （上） 第25巻 - No.1505-1518
- 釈経論部 （下） 第26巻 - No.1519-1535

### 詳細
釈経論部 （上） 第25巻 - No.1505-1518
- 1505.『四阿鋡暮抄解』
- 1506.『三法度論』
- 1507.『分別功徳論』
- 1508.『阿含口解十二因縁経』
- 1509.『大智度論』
- 1510.『金剛般若論』
- 1511.『金剛般若波羅蜜経論』
- 1512.『金剛仙論』
- 1513.『能断金剛般若波羅蜜多経論釈』
- 1514.『能断金剛般若波羅蜜多経論頌』
- 1515.『金剛般若波羅蜜経破取著不壊仮名論』
- 1516.『聖仏母般若波羅蜜多九頌精義論』
- 1517.『仏母般若波羅蜜多円集要義釈論』
- 1518.『仏母般若波羅蜜多円集要義論』

釈経論部 （下） 第26巻 - No.1519-1535
- 1519.『妙法蓮華経憂波提舎』
- 1520.『妙法蓮華経論優波提舎』
- 1521.『十住毘婆沙論』
- 1522.『十地経論』
- 1523.『大宝積経論』
- 1524.『無量寿経優婆提舎願生偈』
- 1525.『弥勒菩薩所問経論』
- 1526.『宝髻経四法憂波提舎』
- 1527.『涅槃論』
- 1528.『涅槃経本有今無偈論』
- 1529.『遺教経論』
- 1530.『仏地経論』
- 1531.『文殊師利菩薩問菩提経論』
- 1532.『勝思惟梵天所問経論』
- 1533.『転法輪経憂波提舎』
- 1534.『三具足経憂波提舎』
- 1535.『大乗四法経釈』